# 马西梅诺
马西梅诺（義大利語：Massimeno），是意大利特伦托自治省的一个市镇。总面积21平方公里，人口120人，人口密度5.7人/平方公里（2009年）。ISTAT代码为022112。